# 洛頓 (內布拉斯加州)
洛頓（英語：Lorton）是位於美國內布拉斯加州奧托縣的村。

## 人口
根據2020年美國人口普查的數據，洛頓的面積為0.11平方千米，皆為陸地。當地共有人口35人，而人口密度為每平方千米318人。